# Causapscal
Causapscal, mi'kmaq Gwesopsgiaq, är en stad (kommun av typen ville) och tätort (centre de population) i provinsen Québec i Kanada. Den ligger i regionen Bas-Saint-Laurent i den östra delen av provinsen. Antalet invånare var 2 147 i kommunen och 1 013 i tätorten vid folkräkningen 2021.
Bykommunen Causapscal bildades 1928 då den bröts ut ur socknen Saint-Jacques-le-Majeur-de-Causapscal. Kommunen blev stad 1965 och 1997 slogs socknen ihop med staden.
Kommunvapnet är i ett grönt fält en gående hjort av guld över en rinnande flod av silver, däröver i en blå ginstam tre liljor av guld, runt allt  en bård av rött och silver.